# Alter Bockgraben
Der Alte Bockgraben ist ein rechter Zufluss der Thaya und zugleich in Fortsetzung des Thayamühlbaches das alte Flussbett in der Laaer Ebene bei Wildendürnbach in Niederösterreich und Hrabětice in Tschechien.
Im Zuge der Begradigung der Thaya wurde ihr Verlauf nach Mähren verlegt. Da die Thaya aber auch die Staatsgrenze darstellte, übernahm nun ihr ehemaliges Flussbett diese Funktion, das nach einem ihrer Zuflüsse Alter Bockgraben genannt wird. Zugleich nimmt der Alte Bockgraben auch rechte Nebenflüsse der Thaya auf, darunter bei Mitterhof den Wildendürnbach, und leitet diese flussabwärts der Thaya zu. Diese auf österreichischer Seite verlaufende Geländesenke wird bei einem hundertjährlichen Hochwasser von der Thaya geflutet. Auf tschechischer Seite gehört ein großer Teil seines Laufes zum Naturdenkmal Travní dvůr.